# Доврефьелль
До́врефьелль (норв. Dovrefjell) — горный хребет в центральной Норвегии, часть системы Скандинавских гор. Высшая точка — вершина Снёхетта, 2286 м. Располагается на территории губерний Оппланн, Сёр-Трёнделаг, Хедмарк и Мёре-ог-Ромсдал. Примерно в 110 км на северо-запад располагается город Кристиансунн.
Доврефьелль простирается на 160 км с востока на запад и на 65 км с севера на юг. С запада хребет ограничен Ромсдалс-фьордом, с юга — долиной Гудбрандсдал, с юго-востока — горами Рондане, с востока — долиной Ёстер, а с севера — горами Троллхеймен. Хребет сложен преимущественно слоистыми метаморфическими породами (гнейс и аспидный сланец). На хребте Доврефьелль берёт начало река Дрива.

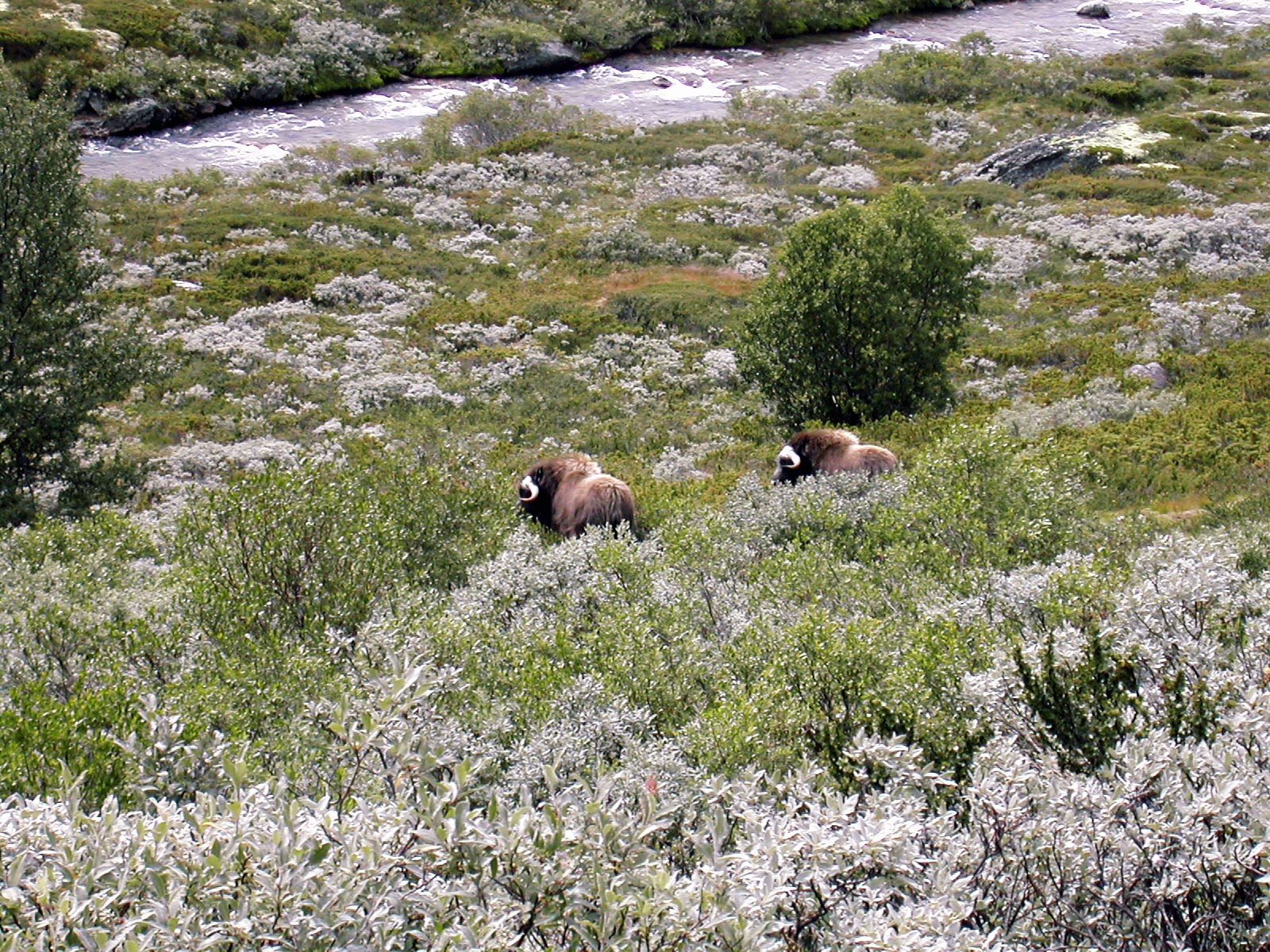
Овцебык в Доврефьеле

Горы образуют природный барьер между Эстландом, Вестланном и Трёнделагом. В Средние века было открыто несколько горных приютов для пилигримов, направляющихся в Тронхейм к Нидаросскому собору; в северных районах имеются развалины колонии для прокажённых.
В 1911 году некоторые редкие представители фауны хребта Доврефьель были включены в список защищаемых, а в 1974 году был организован национальный парк, который в 2002 году был объединён с соседним парком в единый национальный парк Доврефьель-Сунндалсфьелла. В районах хребтов Доврефьеле и Рондане водятся редкие для Европы дикие северные олени; в восточной части хребта в 1932 году был интродуцирован овцебык.
С юга на север через Доврефьелль проходит железная дорога Довребанен между Осло и Тронхеймом (проложена в 1921 году), а также автомобильная трасса E6, проезд по которой в случае сильных снегопадов временно закрывают. Под некоторыми из вершин располагаются центры зимних видов спорта.